# Leonard Gaskin
Leonard Gaskin (* 25. August 1920 in Brooklyn, New York; † 24. Januar 2009) war ein US-amerikanischer Jazzbassist.

## Leben und Wirken
Gaskin lernte zunächst Piano, dann Kontrabass in der Highschool. Er erhielt auch Privatunterricht. Als Bassist arbeitete er in der Hausband des Jazzclubs Monroe´s in Harlem mit Duke Jordan und Max Roach; er war auch an den Sessions im Minton’s Playhouse beteiligt, die zur Entstehung des Bebop beitragen sollten. Er arbeitete mit Dizzy Gillespie 1944, danach mit Eddie South, Charlie Shavers, Don Byas, Lennie Tristano und mit Charlie Parker 1945–1946 und noch einmal 1950. Außerdem nahm er auch immer wieder Platten mit eher traditionelleren Musikern wie Ruby Braff, Bud Freeman, Rex Stewart 1959, Cootie Williams, Billie Holiday und Erroll Garner auf. 1953 war er an den Aufnahmen mit Miles Davis, Al Cohn und Zoot Sims beteiligt, veröffentlicht 1956 als Miles Davis and Horns. Auch mit Stan Getz und J. J. Johnson nahm Gaskin auf. Zudem begleitete er Bluesmusiker wie Sonny Terry, Curtis Jones und vor allem Lightnin’ Hopkins bei zahlreichen Aufnahmen.
Neben einem Dixielandalbum mit dem Orchester von Eddie Condon entstanden 1961 zwei Alben unter eigenem Namen.

## Diskographische Hinweise
- 1946 – Don Byas: 1946 (Classics)
- 1949 – J. J. Johnson – Trombone by Three (OJC, 1949)
- 1950 – Charlie Parker All Stars – Charlie Parker At Birdland And Cafe Society (Cool & Blue, 1950–52)[2]
- 1950 – Stan Getz: The Complete Roost Recordings (Roost, 1950–54)
- 1953 – Miles Davis: Miles Davis and Horns (Prestige/OJC)
- 1955 – Billie Holiday: Lady Sings the Blues (Verve)
- 1957 – Bud Freeman: Chicago / Austin High School Jazz in HiFi (RCA)
- 1958 – Ruby Braff: Easy Now (RCA)
- 1959 – Rex Stewart: Chatter Jazz (RCA)
- 1961 – Leonard Gaskin at the Jazz Band Ball, (Swingville)
- 1961 – Leonard Gaskin at the Darktown Strutter’s Ball, (Swingville)
- 1963 – Sonny Terry: Sonny Is King

## Lexikalischer Eintrag
- Leonard Feather, Ira Gitler: The Biographical Encyclopedia of Jazz. Oxford University Press, New York 1999, ISBN 0-19-532000-X